# Natuurramp

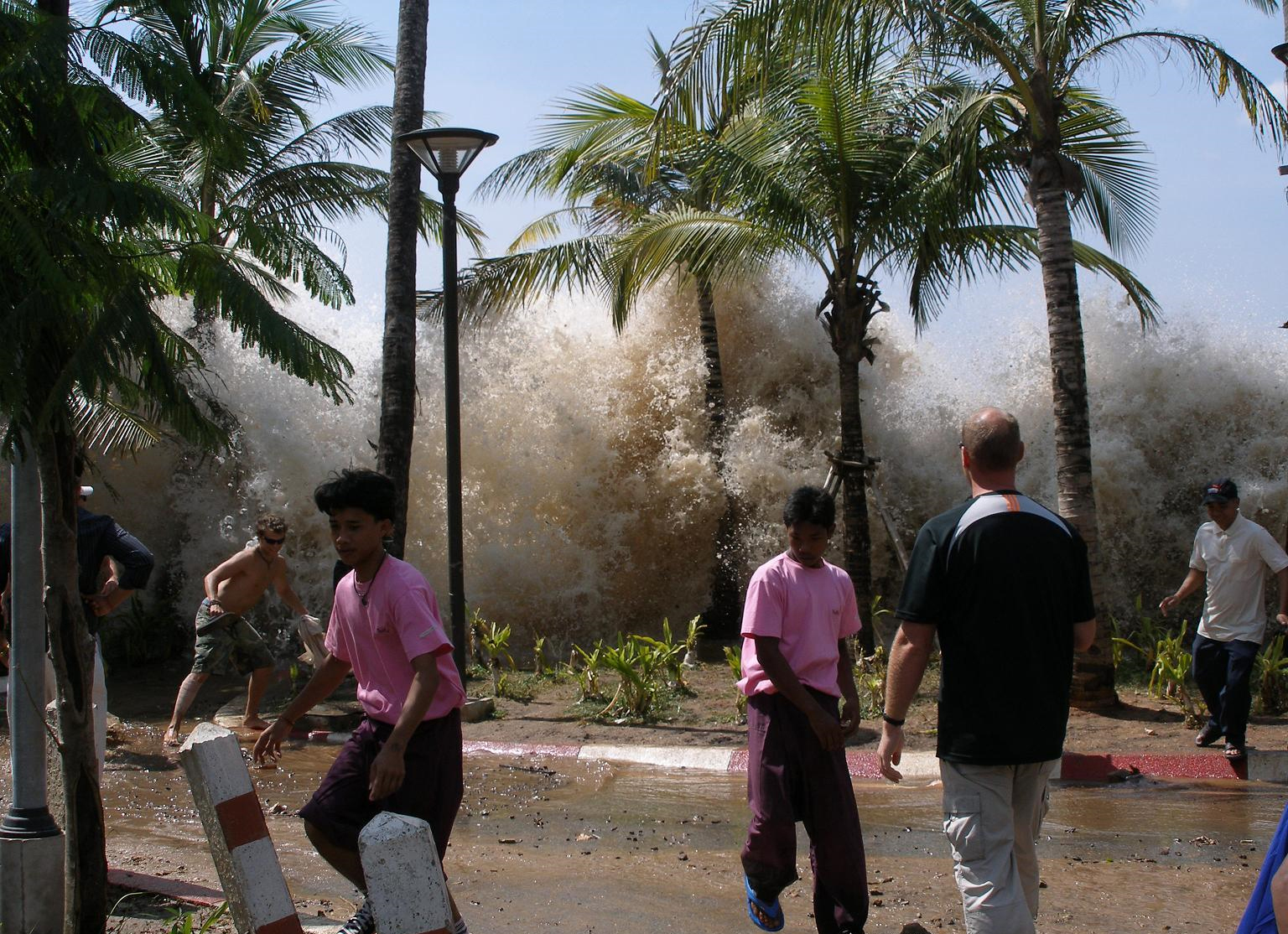
De tsunami in 2004 was een grote natuurramp

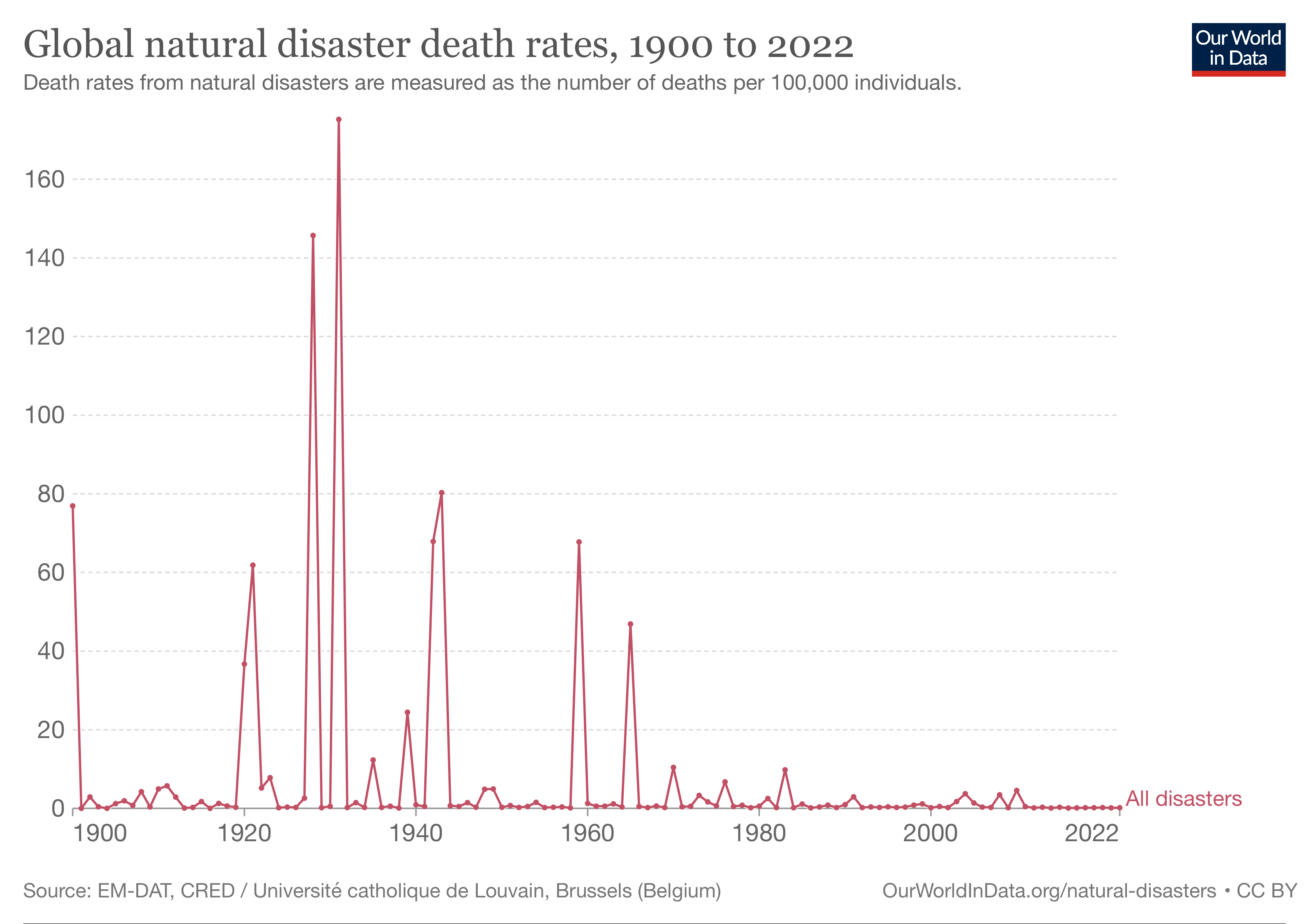
Jaarlijkse dodelijke slachtoffers, als gevolg van natuurrampen.

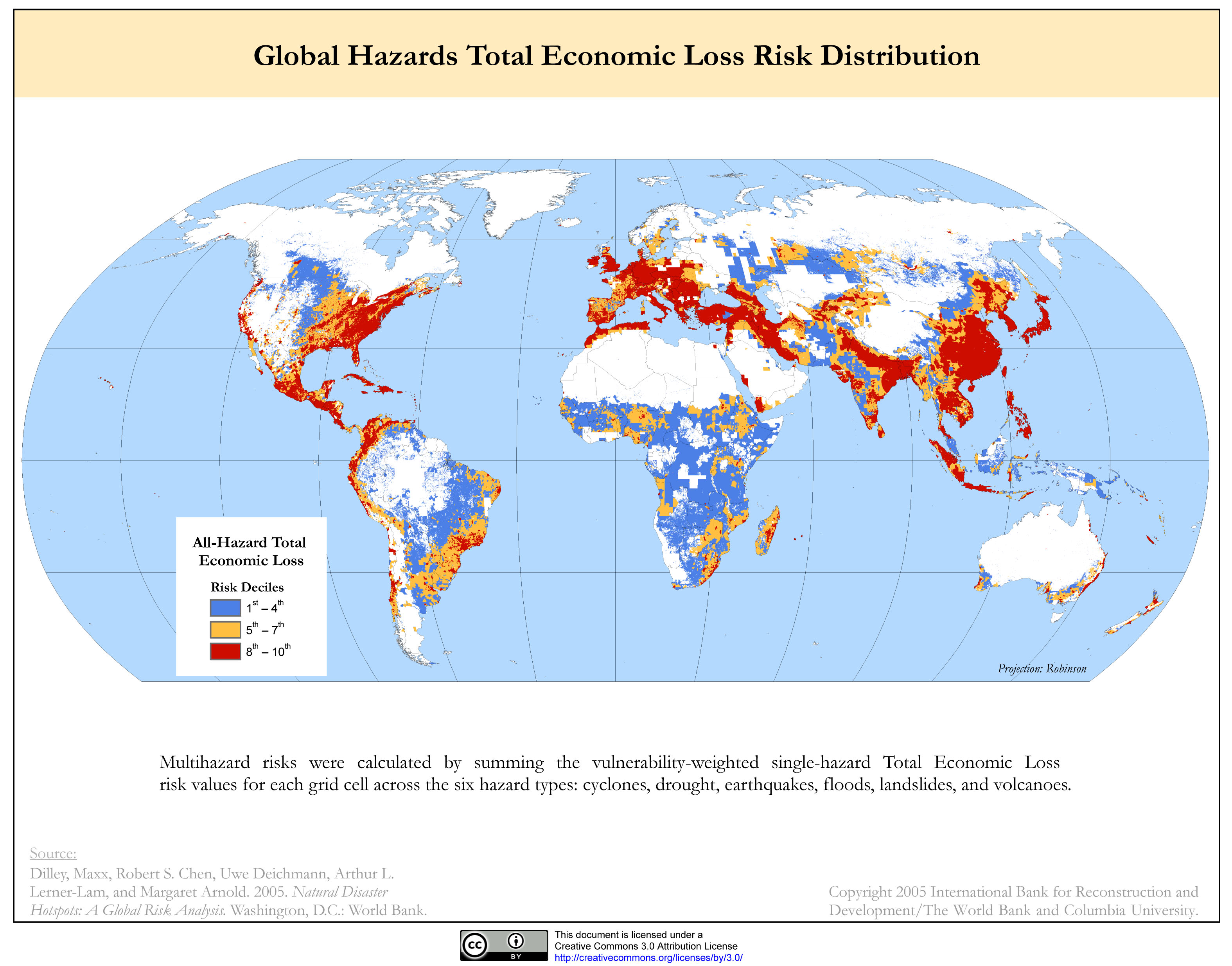
Totale economische kost van het risico op 6 soorten milieurampen: aardbevingen, aardverschuivingen, cyclonen, droogtes, overstromingen en vulkanen.

Een natuurramp is een gebeurtenis, met een natuurlijke oorzaak, die catastrofale gevolgen heeft voor levende wezens, met name mensen, in de omgeving. Een lawine die in onbewoond gebied plaatsvindt, zal minder snel een natuurramp genoemd worden dan een lawine waarbij huizen met mensen onder de lawine worden bedolven.
Ondanks de toename van het aantal mensen op de aarde neemt het aantal slachtoffers door natuurrampen af. Waarschijnlijk doordat de mensheid beter in staat is zich hiertegen te beschermen door sterkere constructies, betere medische zorg en het ontwikkelen van waarschuwingssystemen.

## Invloed van menselijk handelen
Een natuurramp heeft, in tegenstelling tot een antropogene ramp een natuurlijke oorzaak en is dus niet het gevolg van menselijk handelen. Het onderscheid is in een aantal gevallen steeds moeilijker te maken, onder andere door de grootschaligheid van de veranderingen die de mens aanbrengt in het natuurlijke milieu, zoals ontbossing ten behoeve van nieuw aangeplante monoculturen (bijvoorbeeld in Tasmanië en op Borneo) alsmede irrigatie (zie de problemen bij het Aralmeer).

## Oorzaak vanuit de atmosfeer (exogene krachten)
- Droogte
- Hittegolf
- Natuurbrand (van nature veroorzaakt door bliksem of door droogte)
- Orkaan
- Overstroming
- Tornado

## Oorzaak vanuit de aarde (endogene krachten)
- Aardverschuiving
- Aardbeving
- Bergstorting
- Vulkaanuitbarsting
- Rots-, modder- of sneeuwlawine
- Tsunami

## Zeldzame natuurrampen
- Meteoorinslagen
- Extreme zonnevlam
- Supervulkaan
- Mantelpluim
- Vloedbasalt (voorbeeld de Deccaanse Trappen of Siberische Trappen)
- Limnische uitbarsting